# Central Line
Central Line es una línea del Metro de Londres que aparece en color rojo en los mapas. Esta línea es del tipo "tube": tiene túneles en forma de tubo a gran profundidad. Su recorrido es este-oeste a través de Londres, y es la línea de mayor longitud (aunque no cuenta con la línea continua más larga). Hasta el cierre de la sección entre Epping y Ongar, la estación término de Ongar era el punto más alejado de Londres perteneciente a la red.
Desde el 19 de agosto de 2016 opera de forma ininterrumpida los fines de semana.

## Historia

### Inicios
El origen de la línea está relacionado con el Central London Railway, que en 1891 pretendía unir Shepherd's Bush y Bank, con una extensión hasta Liverpool Street (aprobada en 1892). Sin embargo, la construcción se alargó en el tiempo por dos veces (en 1894 y 1899). Finalmente, el 27 de junio de 1900 se inauguró la línea hasta Bank, aunque los trenes no empezaron a circular hasta el 30 de julio. Los trenes originales estaban tirados por locomotoras eléctricas. Las estaciones originales, algunas de las cuales aún existen hoy día, fueron diseñadas por el arquitecto Harry Bell Measures.
La historia de este ferrocarril ha pasado por numerosos altibajos. Aunque los túneles tenían un diámetro inusual (3,56 metros), no estaban correctamente nivelados; los trenes, más pequeños que el ancho del túnel, no cabían. Se piensa que el problema se debió a que los ingenieros no incluyeron el alto de los raíles sobre el suelo del túnel. La solución pasó por reemplazar los raíles por otros de una altura inferior, así como recortar un poco la parte superior de los trenes. Por otro lado, las locomotoras causaron muchos problemas de vibraciones debido a su peso de 49 toneladas.
A finales de la década de 1930 se realizaron obras en los túneles para ampliarlos y realinearlos, así como aumentar la longitud de los andenes. En 1940, el sistema de alimentación de los trenes se modificó para adaptarse al estándar de 4 raíles utilizado en el resto de la red. Debido a la manera en que se realizó la ampliación de los túneles, estos abandonaron su clásica forma redondeada; por razones de espacio el raíl positivo de los túneles originales contaba con una superficie de contacto con el tren unos 40 milímetros más grande de lo normal. Hoy día se mantiene este tamaño en el raíl, como se puede observar en la mayoría de las estaciones en profundo. Los trenes que circulan entre Liverpool Street y White City cuentan con un colector eléctrico que se puede situar a una altura mayor de la normal para adaptarse al alto del raíl positivo.
Los trenes utilizados en la línea no pueden utilizarse en otras líneas de la red, debido en parte a que operan en modo automático (Automatic Train Operation), no tienen trip-cock (sistema de frenado de emergencia en las vías), y pudieran interferir con otros equipos de señalización.
Cuando la línea fue construida, la sección bajo la City se diseñó siguiendo la forma de las calles, evitando pasar bajo edificios. Como resultado, esta sección cuenta con muchas curvas cerradas entre Chancery Lane, Bank y Liverpool Street, por lo que es especialmente sensible a los descarrilamientos. Uno de los casos más extremos es la estación de Bank, con una forma tan curva que no es posible ver un extremo del andén desde el otro extremo; en esta estación, el tradicional mensaje "Mind the Gap" es especialmente importante.
Desde su inauguración, la tarifa aplicada a los billetes durante mucho tiempo fue de dos peniques, independientemente del trayecto a realizar; por ello, la línea se conocía como "Twopenny Tube". Desde junio de 1907 se utilizaron billetes de dos y tres peniques; en 1909 se añadió otro billete de un penique.

### Vehículos antiguos
Los vehículos utilizados cuando la línea se inauguró en 1900 utilizaban locomotoras eléctricas. Los vagones contaban con puertas en los extremos, de forma similar a los utilizados por la City and South London Railway y en el metro de Glasgow. Las locomotoras, de gran peso, no terminaron de convencer, además de causar muchas vibraciones. Por ello, en 1903 las locomotoras fueron sustituidas por vagones motorizados; los vagones ya existentes fueron adaptados para ser unidos a los vagones motorizados y así formar los nuevos trenes de la línea.
En la década de 1920 se apreció la necesidad de modernizar la flota de trenes, o de reemplazarlos. Debido a que los nuevos trenes adquiridos por la red eran demasiado grandes para los túneles de la línea, se decidió modernizar la flota ya existente. Así, las puertas del final de los vagones fueron eliminadas y reemplazadas por asientos para pasajeros. Dos puertas de una sola hoja, accionadas por un sistema neumático, se insertaron en los dos laterales de cada vehículo. Todo este trabajo fue realizado en Feltham por la Unión Construction Company.
Además, se adquirieron más trenes coincidiendo con la apertura de una extensión entre Wood Lane y Ealing Broadway en 1920. Estos vehículos fueron utilizados temporalmente en la extensión hasta Watford de la línea Bakerloo.
Tanto los vehículos adquiridos para el inicio del servicio en la línea como los adquiridos en 1920 fueron reemplazados en 1939. Tras las obras de ensanche de los túneles y la modificación de la alimentación de los trenes, se empezaron a utilizar trenes de la serie Estándar, los cuales contaban con 8 coches cada uno. Estos trenes procedían de la línea Northern, donde habían empezado a operar trenes de la serie de 1938.
La serie Estándar se volvió poco fiable durante la década de 1950. Algunos de esos trenes habían sido almacenados durante la II Guerra Mundial en espera de que se inauguraran nuevas extensiones. Aunque se había planeado sustituir estos trenes por una versión de la serie de 1960, finalmente se decidió no hacerlo. En su lugar, se adquirieron unidades de la serie de 1962. Estas unidades se utilizaron hasta principios de la década de 1990, cuando se sustituyeron por la serie de 1992.
El ramal entre Epping y Ongar fue electrificado en 1957. Hasta entonces, la British Railways (BR) había operado ese tramo bajo la supervisión de la London Transport con trenes que utilizaban locomotoras a vapor. Tras la electrificación, trenes de la serie de 1935, con dos coches, se utilizaron en la línea; poco después fueron reemplazados por trenes de la serie de 1962, con 4 coches y especialmente modificados para las características eléctricas de la línea. Estos trenes se utilizaron hasta el cierre de la sección, en 1994.

### Extensiones de la línea
1908extensión hacia el oeste a través de un bucle hasta la estación de Wood Lane, para la exposición franco-británica de 1908.
1912extensión hacia el este hasta Liverpool Street.
1920construcción al oeste de un pequeño ramal para unir la línea al Ealing and Shepherd's Bush Railway, de la Great Western Railway (GWR), permitiendo a los trenes alcanzar la estación de Ealing.
1935dentro de un programa de actuaciones anunciado en junio de 1935, la London Transport propuso las siguientes actuaciones para extender la línea Central:
- "construir y electrificar dos vías de la GWR entre North Acton y West Ruislip, permitiendo así que los trenes de la línea Central, partiendo desde Wood Lane, utilizaran las vías;"

También se planeó añadir una extensión entre West Ruislip y Denham (incluso llegó a aparecer en los mapas de la red de la época), aunque se abandonó por las mismas razones (relacionadas con las zonas verdes, llamadas Green Belt) que el plan de extensiones Northern Heights pensado para la línea Northern.
- "construir un ferrocarril subterráneo que continuara la línea Central London desde Liverpool Street hacia el este, llegando a puntos donde conectaría con las estaciones de Loughton y Grange Hill (probablemente cerca de Leyton y Newbuty Park), permitiendo así que los trenes pasaran por estaciones del West End de Londres y más allá sin tener que utilizar la congestionada vía de la London and North Eastern Railway en Stratford e Ilford".

Aunque los trabajos en esta sección estaban completados al estallar la II Guerra Mundial, su apertura al público se retrasó; debido a que la sección estaba a salvo de los bombardeos se convirtió en una larga y estrecha fábrica de munición. Finalmente, en diciembre de 1946 el ramal fue abierto hasta Stratford (aunque los trenes seguían, vacíos, por los nuevos túneles hasta un punto temporal donde daban la vuelta en Drapers Field, al sur de Leyton). El tramo a continuación de Stratford fue abierto al público en 1947, cerrándose además el enlace hasta Ilford. Los trenes de la BR seguían accediendo a las vías de la línea Central a través de un enlace que unía Temple Mills East y Leyton; entre estos trenes estaban los que cubrían el trayecto entre Epping y Ongar (hasta su electrificación en 1957), trenes de mercancías hacia Fairlop, Barkingside, Buckhurst Hill, Theydon Bois, South Woodford, Loughton, North Weald y Ongar hasta mediados de la década de 1960, y trenes que realizaban trayectos entre Liverpool Street y Epping al principio y al final de la jornada. Esta sección actualmente forma un bucle y hay algunos servicios que llegan hasta Woodford por Hainault.
1949extensión hasta Epping, tomando el control de la línea hasta entonces utilizadoa por la BR.
1957extensión desde Epping a Ongar, tomando el control de la vía utilizada por la BR.

### Ramal entre Epping y Ongar
Aunque la electrificación de esta sección empezó dentro del programa de trabajos aprobado para 1935, la línea siguió siendo utilizada por locomotoras a vapor. Entre el 16 y el 27 de junio de 1952 un tren ligero ACV/BUT experimental de tres coches operó parte del servicio entre semana. Finalmente, el 18 de noviembre de 1957 se sustituyeron los trenes utilizados por trenes de metro de dos y tres coches. El suministro de corriente fue limitado, por lo que trenes con destino a Londres o procedentes de allí no podían utilizar la línea; esta quedó como un ramal servido por un servicio de lanzadera (aunque inicialmente operó entre Ongar y Loughton). Aunque se esperaba una gran demanda de este servicio, lo cierto es que nunca llegó a producirse, por lo que esta parte de la línea resultó ser sumamente deficitaria. Finalmente, el 30 de septiembre de 1994 la línea fue clausurada y vendida al Grupo Pilot. La conexión directa a Epping fue rápidamente eliminada, aunque el resto de la vía permaneció intacto.
En octubre de 2004 se inició un servicio de pasajeros turístico y voluntario (lo que se conoce como Heritage Railway). Un tren circula entre North Weald y Ongar (no se detiene en la estación de Blake Hall, ya que actualmente es propiedad privada) en domingo, planeándose una extensión hasta Epping en el futuro. Un servicio de autobuses cubre el trayecto entre los trenes y la estación de Epping.

### Accidente en 2003
El 25 de enero de 2003 un tren de la línea Central descarriló en Chancery Lane, hiriendo a 32 personas. La causa fue debida a que un motor se soltó del tren y cayó sobre la vía. La línea entera fue cerrada para determinar las razones por las que se produjo el accidente, y así realizar las adecuadas modificaciones a los trenes. Poco a poco la línea fue abierta; a finales de marzo de 2003 se empezó a servir con limitaciones a los extremos de la línea, permaneciendo cerrada la zona central. El 3 de abril se reinició el servicio en la zona central, y el 12 de abril se volvió a dar servicio a todas las estaciones (aunque con una frecuencia reducida). Para finales de ese mes el servicio se reinició en su totalidad.
Este cierre de la línea también afectó a la línea Waterloo & City, que utiliza los mismos trenes de la serie de 1992 que la línea Central; como la línea sólo cuenta con dos estaciones y pocos trenes, pronto fue reabierta.
Otro pequeño descarrilamiento sucedió el 11 de marzo de 2004 en el andén oeste de la estación White City, pero no se produjeron daños personales.

## Vehículos actuales

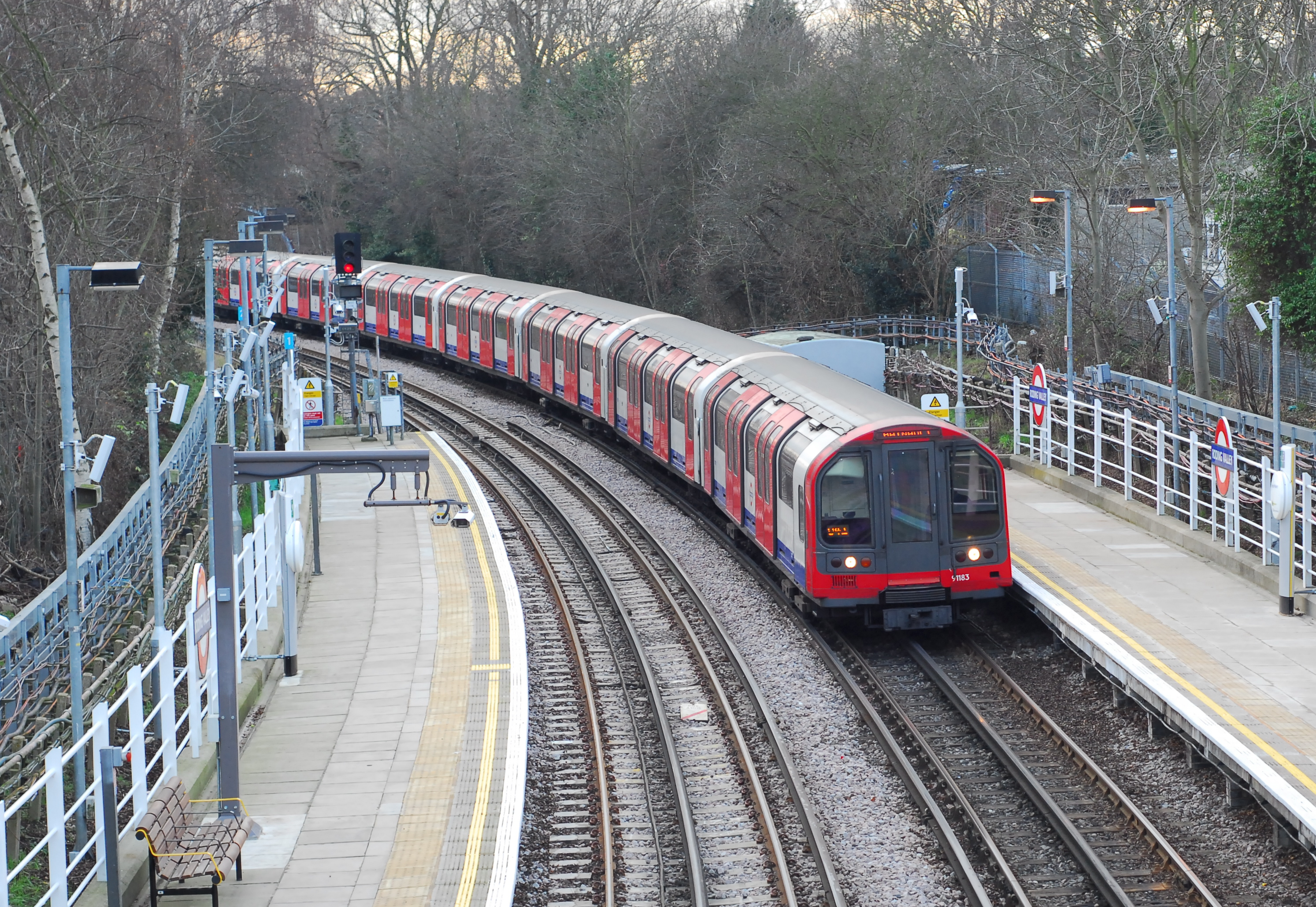
Tren de la serie de 1992 aproximándose a la estación de Roding Valley de la línea Central.

Al igual que ocurre con casi toda la red, la línea Central utiliza un único tipo de vehículo. Entre abril de 1993 y el 17 de febrero de 1995 se introdujo la serie de 1992 que actualmente se utiliza. Esta serie fue la primera en utilizar un sistema automático para anunciar la siguiente estación y las conexiones existentes en ella. Todos los trenes, que cuentan con 8 coches, están pintados con los clásicos colores rojo, blanco y azul del Metro.
En 1996 se introdujo en la línea el "Automatic Train Operation", un sistema de manejo automático de los trenes, el cual se ha ido poniendo en servicio paulatinamente a lo largo de los años en las diferentes secciones de la línea.

## Estaciones
En orden de oeste a este. Las estaciones en cursiva actualmente no son parte de la línea Central.

### Ramal West Ruislip
- Término: West Ruislip, abierta el 21 de noviembre de 1948 como West Ruislip (for Ickenham); la segunda parte del nombre se eliminó posteriormente.
- Ruislip Gardens, abierta el 21 de noviembre de 1948.
- South Ruislip, abierta el 21 de noviembre de 1948.
- Northolt, abierta el 21 de noviembre de 1948.
- Greenford, abierta el 30 de junio de 1947.
- Perivale, abierta el 30 de junio de 1947.
- Hanger Lane, abierta el 30 de junio de 1947.

El ramal se une en North Acton al de Ealing Broadway.

### Ramal Ealing Broadway
Esta fue la sección principal hasta las ampliaciones posteriores a la guerra.
- Término: Ealing Broadway, abierta el 3 de agosto de 1920.
- West Acton, abierta el 5 de noviembre de 1923.

El ramal se une en North Acton al de West Ruislip, utilizando antiguas vías de la GWR.
- North Acton, abierta el 5 de noviembre de 1923; desde este punto se utilizan las vías de la línea Central.
- East Acton, abierta el 3 de agosto de 1920.
- White City, abierta el 23 de noviembre de 1947.
- Wood Lane, abierta el 14 de mayo de 1908; cerrada el 22 de noviembre de 1947.
- Shepherd's Bush, abierta el 30 de julio de 1900.
- Holland Park, abierta el 30 de julio de 1900.
- Notting Hill Gate, abierta el 30 de julio de 1900.
- Queensway, abierta el 30 de julio de 1900 como Queens Road; renombrada el 1 de septiembre de 1946.
- Lancaster Gate, abierta el 30 de julio de 1900.
- Marble Arch, abierta el 30 de julio de 1900.
- Bond Street, abierta el 24 de septiembre de 1900.
- Oxford Circus, abierta el 30 de julio de 1900.
- Tottenham Court Road, abierta el 22 de junio de 1907 como Oxford Street; renombrada el 9 de marzo de 1908.
- British Museum, abierta el 30 de julio de 1900; cerrada el 24 de septiembre de 1933.
- Holborn, abierta el 25 de septiembre de 1933 como Holborn (Kingsway); la segunda parte del nombre se eliminó posteriormente.
- Chancery Lane, abierta el 30 de julio de 1900; renombrada a Chancery Lane (Grays Inn) el 25 de junio de 1934; la segunda parte del nombre se eliminó posteriormente.
- St. Paul's, abierta el 30 de julio de 1900 como Post Office; renombrada el 1 de febrero de 1937.
- Bank, abierta el 30 de julio de 1900.
- Liverpool Street, abierta el 28 de julio de 1912.
- Bethnal Green, abierta el 4 de diciembre de 1946.
- Mile End, abierta el 4 de diciembre de 1946.
- Stratford , primer servicio el 4 de diciembre de 1946.
- Leyton, primer servicio el 5 de mayo de 1947.
- Leytonstone, primer servicio el 5 de mayo de 1947.

La línea se divide en dos ramas.

### Ramal Woodford
- Wanstead, abierta el 14 de diciembre de 1947.
- Redbridge, abierta el 14 de diciembre de 1947.
- Gants Hill, abierta el 14 de diciembre de 1947.
- Newbury Park, primer servicio el 14 de diciembre de 1947.
- Barkingside, primer servicio el 31 de mayo de 1948.
- Fairlop, primer servicio el 31 de mayo de 1948.
- Hainault, primer servicio el 31 de mayo de 1948.

El límite entre el Gran Londres y Essex se encuentra en Grange Hill.
- Grange Hill, primer servicio el 21 de noviembre de 1948.
- Chigwell, primer servicio el 21 de noviembre de 1948.
- Roding Valley, primer servicio el 21 de noviembre de 1948.

El ramal termina en Woodford (excepto en horas punta).

### Ramal Ongar (actualmente ramal Epping)
- Snaresbrook, primer servicio el 14 de diciembre de 1947.
- South Woodford, primer servicio el 14 de diciembre de 1947 como South Woodford (George Lane); renombrada en 1950.
- Término del ramal Woodford: Woodford , primer servicio el 14 de diciembre de 1947.

El límite entre el Gran Londres y Essex se encuentra entre Woodford y Buckhurst Hill.
- Buckhurst Hill, primer servicio el 21 de noviembre de 1948.
- Loughton, primer servicio el 21 de noviembre de 1948.
- Debden, primer servicio el 25 de septiembre de 1949.
- Theydon Bois, primer servicio el 25 de septiembre de 1949.
- Término: Epping , primer servicio el 25 de septiembre de 1949.

El resto de las estaciones hasta Ongar eran servidas por un servicio de lanzadera desde Epping.
- North Weald, primer servicio el 25 de septiembre de 1949; cerrada el 30 de septiembre de 1994.
- Blake Hall, primer servicio el 25 de septiembre de 1949; cerrada el 31 de octubre de 1981.
- Ongar, primer servicio el 25 de septiembre de 1949; cerrada el 30 de septiembre de 1994, poco después de que un cercano búnker de seguridad, disponible para el gobierno y por personal de defensa en caso de emergencia nacional, dejara de ser utilizado.